# Erin Brockovich (pel·lícula)
Erin Brockovich és una pel·lícula estatunidenca, dirigida per Steven Soderbergh, estrenada el 2000. És un biopic de la verdadera Erin Brockovich hi fa d'altra banda un cameo en el paper d'una cambrera (porta una placa amb el nom de Julia). Ha estat doblada al català

## Argument
Erin Brockovich educa sola els seus tres fills. Estant a l'atur, busca desesperadament treball, però les seves vestimentes no l'ajuden gens. Aconsegueix no obstant això fer-se contractar en un petit gabinet d'advocat, el mateix que no li ha donat cap indemnització en un accident de circulació.
Descobrirà, en un informe menor, que una societat de distribució d'energia, la Pacific Gas and Electricity (PG&E), filial d'una gran empresa, recompra una a una les cases d'una petita ciutat californiana, on nombrosos habitants estan afectats pel càncer i diversos problemes de salut. Investigant sobre el terreny, estableix el vincle que aquestes malalties greus són causades per l'aigua potable que conté rebuigs tòxics, contenint crom, procedents de l'aigua de refredament de la fàbrica.
Sola al començament, porta la lluita, reuneix proves, motiva un a un els habitants, convenç el seu patró de l'amplitud de l'assumpte, per obtenir finalment una indemnització conseqüent a cadascuna de les víctimes.

## Repartiment
- Julia Roberts: Erin Brockovich
- Albert Finney: Edward L. Masry
- Aaron Eckhart: George
- Marg Helgenberger: Donna Jensen
- Tracey Walter: Charles Embry
- Peter Coyote: Kurt Potter
- Cherry Jones: Pamela Duncan
- Scarlett Pomers: Shanna Jensen
- Conchata Ferrell: Brenda
- Edward L. Masry: Diner Patron
- Michael Harney: Pete Jensen
- Veanne Cox: Theresa Dallavale
- Scotty Leavenworth: Matthew Brown
- Gemmenne de la Peña: Katie Brown
- Gina Gallego: Ms. Sanchez
- T. J. Thyne: David Foil
- Valente Rodriguez: Donald

## Producció, guanys i crítica
La pel·lícula es va rodar durant onze setmanes de les quals cinc setmanes va tenir lloc a Ventura, Califòrnia. Erin Brockovich va funcionar bé amb audiències en proves, però els directius d'Universal Studios estaven preocupats que l'audiència es desactivés per culpa de l'ús d'un llenguatge barroer del personatge principal.
Erin Brockovich va ser estrenada el 17 de març del 2000 a 2.848 teatres i va recollir un import de 28,1 milions de dòlars el cap de setmana inicial. Va ser un èxit econòmic ja que guanyar 106,6 milions de dòlars a Amèrica del Nord i 130,7 milions de dòlars a la resta del món amb un total mundial de 257,3 milions de dòlars.
La majoria de crítics van respondre favorablement a la pel·lícula, i la interpretació de Julia Roberts va rebre valoracions positives. Té una qualificació de "fresca" amb un 84% de comentaris positius al lloc web de revisió de pel·lícules Rotten Tomatoes, percentatge basat en 145 ressenyes, amb una nota mitjana de 7,34/10. A Metacritic, la pel·lícula conté un total de 73% de valoracions bones, percentatge basat en 36 ressenyes, fet que indica "ressenyes generalment favorables".

## Premis i nominacions

### Premis
- 2001. Oscar a la millor actriu per Julia Roberts.[8]
- 2001. Globus d'Or a la millor actriu dramàtica per Julia Roberts.[9]
- 2001. BAFTA a la millor actriu per Julia Roberts

### Nominacions
Premis Oscar
- 2001. Oscar a la millor pel·lícula
- 2001. Oscar al millor director per Steven Soderbergh
- 2001. Oscar al millor actor secundari per Albert Finney
- 2001. Oscar al millor guió original per Susannah Grant

Premis Globus d'Or
- 2001. Globus d'Or a la millor pel·lícula dramàtica
- 2001. Globus d'Or al millor director per Steven Soderbergh
- 2001. Globus d'Or al millor actor secundari per Albert Finney

Premis BAFTA
- 2001. BAFTA a la millor pel·lícula
- 2001. BAFTA al millor director per Steven Soderbergh
- 2001. BAFTA al millor actor secundari per Albert Finney
- 2001. BAFTA al millor guió original per Susannah Grant
- 2001. BAFTA al millor muntatge per Anne V. Coates

## Anècdotes
Un episodi de la sèrie Els Simpson titulat "La caça del sucre" posa en escena Homer Simpson furiós contra Marge que acaba de prohibir el sucre a Springfield, el diu "Erin Cretinovitch" afirmant que és el nom d'un grup.